# Mortes em 2020
Esta é uma relação de pessoas notáveis que morreram durante o ano de 2020.